# 肥油泡泡魅力
〈肥油泡泡魅力〉（英語：Gotcha!）是《探險活寶》第四季的第12集。在卡通頻道2012年6月18日播出。本集以阿寶和老皮為主角。在這一集裡，腫泡泡公主為了做研究，去當阿寶和老皮的臥底工作，她撰寫關於男人全程見證的回憶錄。她終於得知阿寶是無私的。